# 笹原千波
笹原 千波（ささはら ちなみ、1994年 - ）は、日本のSF作家。東京都出身。

## 経歴
- 2020年、「翼は空を忘れない」（日吉真波名義）で第204回Cobalt短編小説新人賞受賞[1]。
- 2022年、「風になるにはまだ」で第13回創元SF短編賞受賞[2]。

## 作品

### 単行本
- 『風になるにはまだ』(2025年、東京創元社・創元日本SF叢書)[3]。

### アンソロジー掲載作品
- 「風になるにはまだ」 - 『Genesis この光が落ちないように 創元日本SFアンソロジー』（2022年9月、東京創元社）
- 「宝石さがし」 - 『アンソロジー 舞台！』（2024年3月、東京創元社）[4]
- 「夏睡」 - 『地球へのSF』（2024年5月、ハヤカワ文庫JA・早川書房）

### 雑誌掲載作品
- 「手のなかに花なんて」 - 『紙魚の手帖』vol.12 AUGUST 2023（2023年8月、東京創元社）
- 「限りある夜だとしても」 - 『紙魚の手帖』vol.21　FEBRUARY 2025 (2023年2月、東京創元社)